# Катдама (десерт)
Катдама (также Катлама, азерб. Qatdama) — традиционное азербайджанское сладкое блюдо, получившее своё название благодаря технологии приготовления, при которой тесто многократно раскатывается и складывается слоями. Блюдо занимает особое место в кухне Азербайджана, особенно в Газахском районе.

## Описание
Тесто для катдамы готовится заранее, раскатывается, складывается в несколько слоёв и обжаривается в большом количестве масла. Готовую выпечку посыпают сахарной пудрой. В некоторых вариантах внутрь добавляют измельчённые грецкие орехи, фундук или корицу, а сверху могут поливать мёдом или сиропом, что делает десерт ещё более насыщенным и сладким.
Катдаму традиционно готовят к праздникам, свадьбам, помолвкам, на Новруз и при приёме гостей. Это угощение считается одной из древнейших и наиболее любимых сладостей Газахского  региона.

## Культурное значение
Приготовление катдамы требует не только времени, но и кулинарного мастерства. По традиции её готовят старшие члены семьи или опытные хозяйки, а рецепты передаются из поколения в поколение. В  газахском  диалекте её называют «yağnan qo:rulufdu tuada» — «жареное в масле сладкое». В Шемкире катдаму вспоминают с теплотой, используя выражение: «Anam qatdama yollamışdı» («Мама прислала катдаму»).
Катдама ценится не только за вкус, но и за свою символику — она ассоциируется с семейными ценностями, теплом домашнего очага и традицией гостеприимства.